# Усманово (Таштамакский сельсовет)
Усманово (баш. Уҫман) — деревня в Аургазинском районе Республики Башкортостан Российской Федерации. Входит в состав Таштамакского сельсовета. Население на 1 января 2009 года составляло 171 человек..
Почтовый индекс — 453495, код ОКАТО — 80 205 858 004.

## География

### Географическое положение
Расстояние до:
- районного центра (Толбазы): 15 км,
- центра сельсовета (Таштамак): 4 км,
- ближайшей ж/д станции (Белое Озеро): 45 км.

## Население
| 2002 | 2009 | 2010 |
| ---- | ---- | ---- |
| 172  | ↘171 | ↘165 |